# Popowo (Bułgaria)
Popowo (bułg. Попово) – miasto w Bułgarii, zamieszkane przez ok. 15 tysięcy osób.
W mieście rozwinął się przemysł maszynowy, spożywczy oraz włókienniczy.

## Miasta partnerskie
- Arzamas, (Rosja)
- Câmpulung-Muscel, (Rumunia)
- Lüleburgaz, (Turcja)
- Negotino, (Macedonia Północna)
- Zarajsk, (Rosja)